# Donja Slatina (gmina Ribnik)
Donja Slatina (cyr. Доња Слатина) – wieś w Bośni i Hercegowinie, w Republice Serbskiej, w gminie Ribnik (Bośnia i Hercegowina). W 2013 roku liczyła 117 mieszkańców.